# Sabine Baring-Gould
El reverendo Sabine Baring-Gould (/ˈsæbaɪn ˈbɛərɪŋ ˈɡuːld/; Exeter, 28 de enero de 1834-2 de enero de 1924) de Lew Trenchard en Devon, Inglaterra, fue un sacerdote anglicano, hagiógrafo, anticuario, novelista, coleccionista de canciones populares y académico ecléctico.

## Biografía
Baring-Gould nació en la parroquia de St Sidwell, Exeter, el 28 de enero de 1834. Era el hijo mayor y heredero de Edward Baring-Gould (1804-1872), lord del señorío de Lew Trenchard, juez de paz y teniente adjunto de Devon, anteriormente teniente de la Caballería Ligera de Madrás (dimitió en 1830), de su primera esposa, Sophia Charlotte Bond, hija del almirante Francis Godolphin Bond, de la Marina Real.
Como la familia pasó gran parte de su infancia viajando por Europa, la mayor parte de su educación fue impartida por tutores privados. En 1852 fue admitido en la Universidad de Cambridge, obteniendo los títulos de Bachelor of Arts en 1857 y Master of Arts en 1860 por el Clare College de Cambridge. En septiembre de 1853 comunicó a Nathaniel Woodard su deseo de ordenarse. 
Se ordenó sacerdote en 1864, y a los 30 años fue nombrado coadjutor de Horbury Bridge, en West Riding of Yorkshire, ocupó el curato de Horbury, cerca de Wakefield, hasta 1867, año en que fue elegido para el de Dalton, Yorkshire. Se casó con Grace Taylor  en 1868 en Wakefield. Su matrimonio duró hasta la muerte de ella, 48 años después, y la pareja tuvo 15 hijos, de los que todos menos uno llegaron a la edad adulta. Cuando enterró a su esposa en 1916, hizo grabar en su lápida el lema en latín Dimidium Animae Meae ("La mitad de mi alma").
En 1871 fue nombrado rector de East Mersea, Essex, y en 1881 de Lew Trenchard, Devon. Sus obras son numerosas, siendo las más importantes Vidas de los santos, 15 vols., 1872-77; Mitos curiosos de la Edad Media, 2 series, 1866-68; El origen y desarrollo de las creencias religiosas, 2 vols., 1869-1870; y varios volúmenes de sermones.
Se recuerda particularmente como escritor de himnos, los más conocidos son "Onward, Christian Soldiers" y "Now the Day is Over". También tradujo el villancico "El mensaje de Gabriel" de la lengua vasca a inglés. 
Su casa familiar, la casa solariega de Lew Trenchard, cerca de Okehampton, Devon, ha sido preservada como la reconstruyó y ahora es un hotel. Su bibliografía consta de más de 1 240 publicaciones, aunque esta lista sigue creciendo. 

## Obras
- A Book of the Pyrenees (1907)
- Court Royal (1891)
- A Book of Dartmoor (1900)
- A Book of North Wales (1903)
- A Book of Ghosts (1904)
- A Book of South Wales (1905)
- A Book of the Rhine from Cleve to Mainz (1906)
- A Book of The West: Being An Introduction To Devon and Cornwall (2 volúmenes, 1899)
- A First Series of Village Preaching for a Year
- A Second Series of Village Preaching for a Year
- An Old English Home and its Dependencies, London, 1898
- Arminell
- Bladys of the Stewponey (1919)
- Cliff Castles and Cave Dwellings of Europe
- Cheap Jack Zita (1896)
- Cornish Characters (1909)
- Curiosities of Olden Times (1896)
- Curious Myths of the Middle Ages (1866)
- Dartmoor Idylls (1896)
- Devon (1907) (Methuen's Little Guide on Devonshire)
- Devon Characters and Strange Events (1908)
- Domitia (1898)
- Eve
- Family Names and their story (1910)
- Grettir the Outlaw: a story of Iceland (1890)
- Iceland, Its Scenes and Its Sagas
- In the Roar of the Sea (1891)
- In Troubadour Land: A Ramble in Provence and Languedoc (1890)
- John Herring
- Lives of the Saints, en dieciséis volúmenes (1897)
- Legends of the Patriarchs and Prophets (from the fall of the angels to the death of Solomon).
- Mehalah, A Story of the Salt Marshes (1880)
- Noemi
- Old Country Life (1889)
- Pabo, The Priest (1899)
- Red Spider (1887)
- Sermons on the Seven Last words
- Sermons to Children
- Songs of the West: Folksongs of Devon & Cornwall (1905)
- El libro de los hombres lobo (The Book of Were-Wolves, being an account of a terrible superstition 1865)
- The Broom-Squire (1896)
- The Gaverocks
- The Life of Napoleon Bonaparte (1908)
- The Lives of the Saints – una colección de dieciséis volúmenes (1872 y 1877)
- The Mystery of Suffering
- The Pennycomequicks
- The Preacher's Pocket
- Post-Mediaeval Preachers, (1865)
- The Tragedy of the Caesars (1892)
- The Village Pulpit (1886)
- The Vicar of Morwenstow, being a life of Robert Stephen Hawker (1876)
- Urith
- Village Preaching for Saints' Days